# Eincheville
Ne doit pas être confondu avec Incheville.
Eincheville est une commune française située dans le département de la Moselle et le bassin de vie de la Moselle-Est, en région Grand Est.

## Géographie
| Thicourt  | Faulquemont, Adelange | Boustroff |
| Thonville | Eincheville           | Viller    |
| Suisse    |                       | Landroff  |

### Hydrographie
La commune est située dans le bassin versant du Rhin au sein du bassin Rhin-Meuse. Elle n'est drainée par aucun cours d'eau.

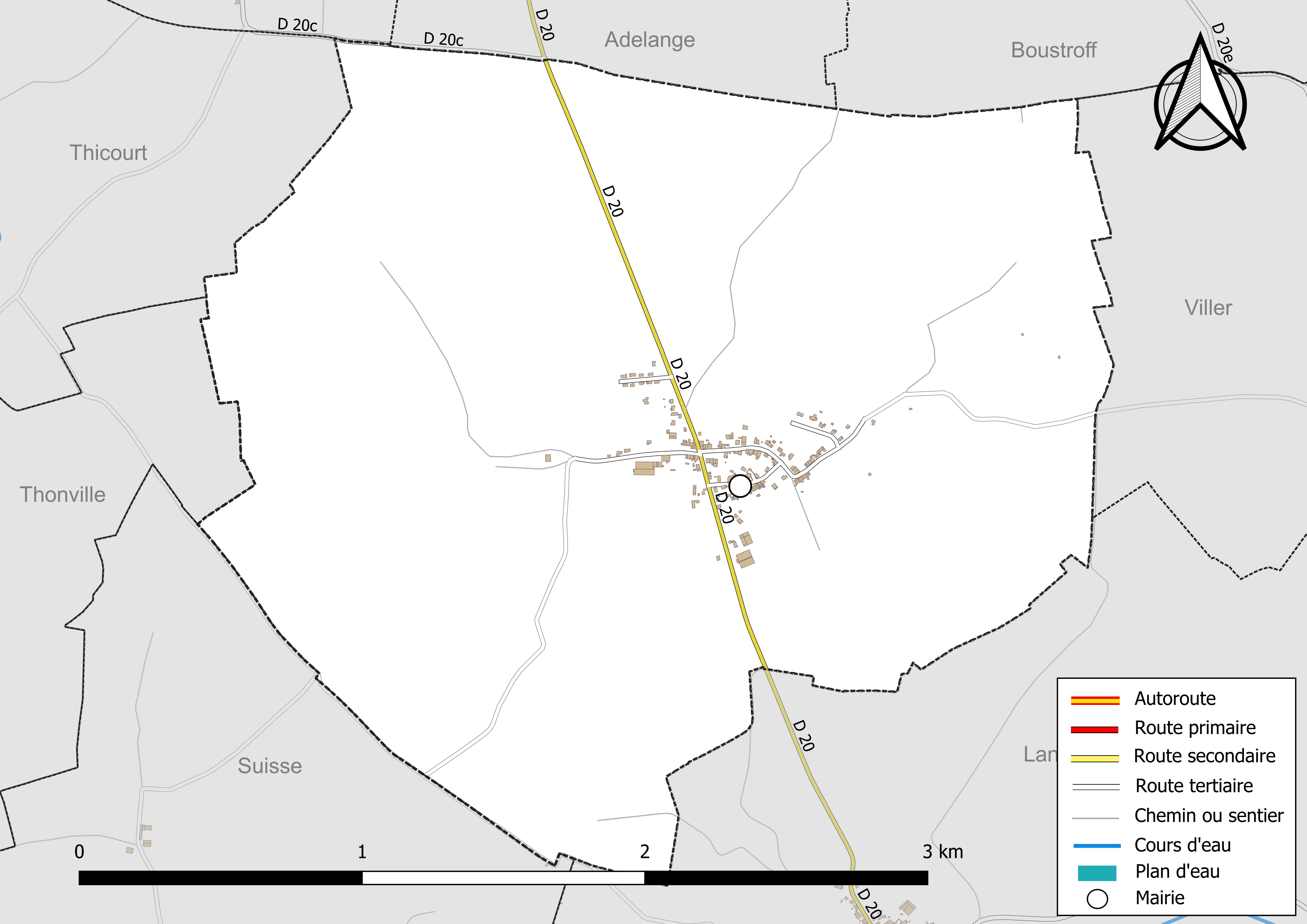
Réseaux hydrographique et routier d'Eincheville.

### Climat
Pour des articles plus généraux, voir Climat du Grand Est et Climat de la Moselle.
En 2010, le climat de la commune est de type climat des marges montargnardes, selon une étude du Centre national de la recherche scientifique s'appuyant sur une série de données couvrant la période 1971-2000. En 2020, Météo-France publie une typologie des climats de la France métropolitaine dans laquelle la commune est exposée à un climat semi-continental et est dans la région climatique  Lorraine, plateau de Langres, Morvan, caractérisée par un hiver rude (1,5 °C), des vents modérés et des brouillards fréquents en automne et hiver. 
Pour la période 1971-2000, la température annuelle moyenne est de 9,6 °C, avec une amplitude thermique annuelle de 16,9 °C. Le cumul annuel moyen de précipitations est de 837 mm, avec 11,6 jours de précipitations en janvier et 9,4 jours en juillet. Pour la période 1991-2020, la température moyenne annuelle observée sur la station météorologique de Météo-France la plus proche, « Lesse_sapc », sur la commune de Lesse à 8 km à vol d'oiseau, est de 10,7 °C et le cumul annuel moyen de précipitations est de 694,0 mm. 
La température maximale relevée sur cette station est de 40 °C, atteinte le 25 juillet 2019 ; la température minimale est de −20,7 °C, atteinte le 20 décembre 2009,,. 
Les paramètres climatiques de la commune ont été estimés pour le milieu du siècle (2041-2070) selon différents scénarios d'émission de gaz à effet de serre à partir des nouvelles projections climatiques de référence DRIAS-2020. Ils sont consultables sur un site dédié publié par Météo-France en novembre 2022.

## Urbanisme

### Typologie
Au 1er janvier 2024, Eincheville est catégorisée commune rurale à habitat dispersé, selon la nouvelle grille communale de densité à sept niveaux définie par l'Insee en 2022.
Elle est située hors unité urbaine et hors attraction des villes,.

### Occupation des sols
L'occupation des sols de la commune, telle qu'elle ressort de la base de données européenne d’occupation biophysique des sols Corine Land Cover (CLC), est marquée par l'importance des territoires agricoles (90,4 % en 2018), une proportion identique à celle de 1990 (90,4 %). La répartition détaillée en 2018 est la suivante : 
terres arables (61,7 %), prairies (24,1 %), forêts (5,4 %), zones agricoles hétérogènes (4,6 %), zones urbanisées (4,2 %). L'évolution de l’occupation des sols de la commune et de ses infrastructures peut être observée sur les différentes représentations cartographiques du territoire : la carte de Cassini (XVIIIe siècle), la carte d'état-major (1820-1866) et les cartes ou photos aériennes de l'IGN pour la période actuelle (1950 à aujourd'hui).

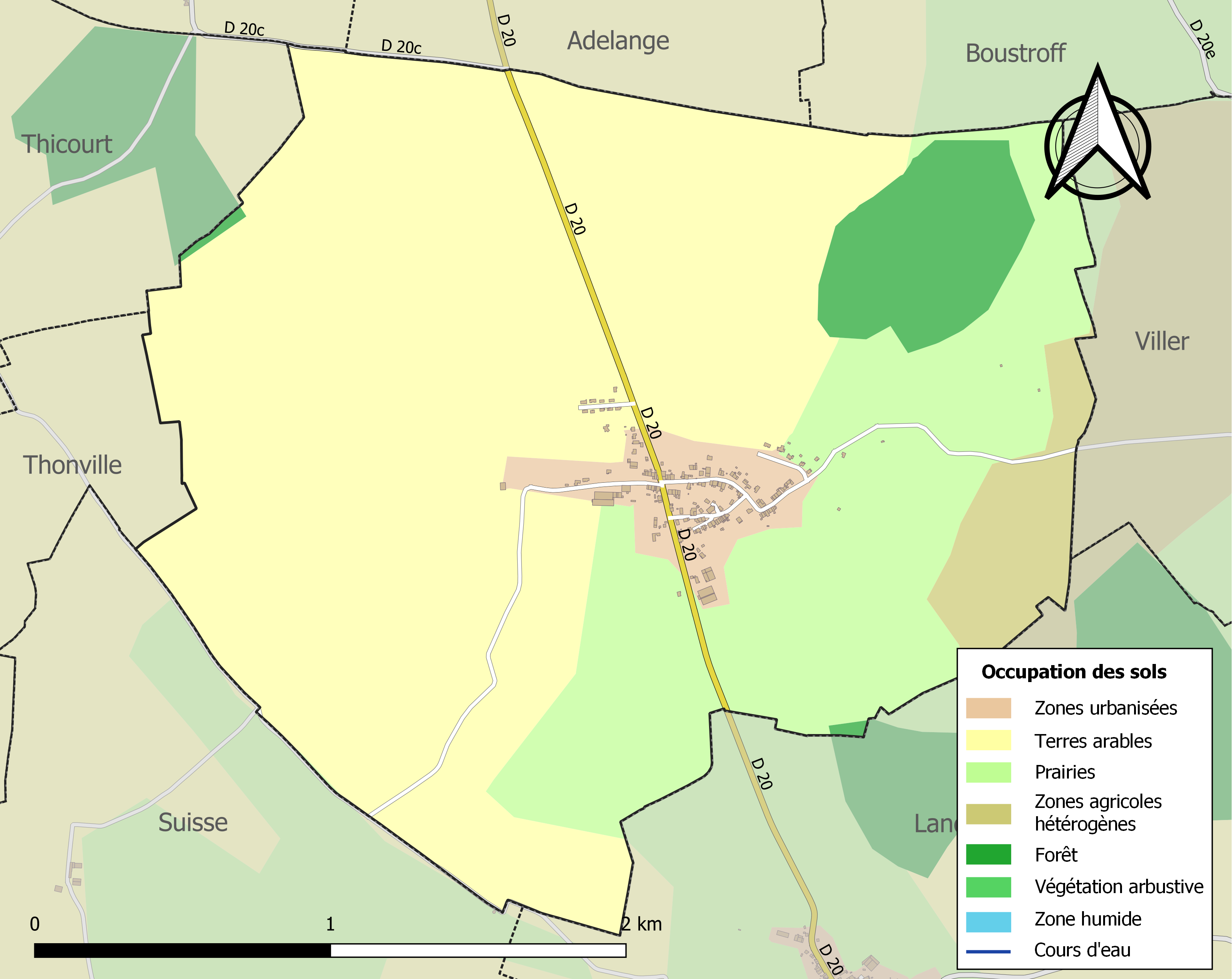
Carte des infrastructures et de l'occupation des sols de la commune en 2018 (CLC).

## Toponymie
- Enswilre (1196), Ensweiler (1257), Eiswilre (1285), Ancheweiler (1387), Eynswilz (1431), Escheviller (1455), Engsweiler (1512), Enssweiller et Einschweiler (1594), Eynschweyler et Einsweiller (XVIIe siècle), Engweiller (1612), Einscheviller (1688), Eingviller (1751), Ainsveiller/Einsviller/Eschviller/Ensviller (1756), Einswiller/Entzweiller/Ingweiller (1779), Eincheville (1793), Enschweiller/Enschweiler (an X), Encheviller (carte Cassini), Einchviller (carte de l'état-major), Enschweiler (1871-1919 et 1940-1945).
- En allemand : Enschweiler[13]. En francique lorrain : Enschwiller et Äschwiller.
- Durant le XIXe siècle, Eincheville était également connu au niveau postal sous l'alias de  Eincheweiller[14].

## Histoire

### Époque gallo-romaine
Atelier de poterie
En 1978, un atelier de poterie gallo-romain est découvert au bord de la voie antique reliant Metz à Keskastel. Il est à seulement 2 km d'un autre atelier de poterie gallo-romain à Chémery, et celui de Boucheporn est à 20 km. Sa poterie est pour la plupart gris clair, à surface traitée. La pâte en est très affinée.
Les céramiques sont principalement à forme fermée. La forme la plus fréquente est le pot ou urne, avec de nombreuses variantes ; les fonds peuvent être légèrement ombiliqués, ou plats avec un pied dégagé ; l'épaule peut recevoir des marques diverses ou montrer un ressaut extérieur ; le col porte une courbure et est soit légèrement évasé, soit presque vertical. L'autre forme fermée est représentée par des bouteillons. Le tout est décoré soit en décor incisé avec un peigne à 4 dents ou avec une pointe ; soit en lignes lustrées au brunissoir ; soit à la molette ; ou soit à la barbotine. 

Pour les formes ouvertes, ce sont des mortiers similaires à ceux de Boucheporn, des jattes, et quelques assiettes de typologie nettement locale.

### Moyen-Âge
- Village partagé entre le seigneur de Morhange et celui de Faulquemont.
- Les Templiers et les Chevaliers teutoniques y avaient des possessions.

### Époque contemporaine
- La commune est réunie à Landroff en 1813 et redevient indépendante en 1835.
- Epidémie de choléra en 1866.
- Destructions en 1939-1945.

## Politique et administration
| Période                                  | Période  | Identité         | Étiquette | Qualité |
| ---------------------------------------- | -------- | ---------------- | --------- | ------- |
| mars 1977                                | 2020     | Pierre Hostrenko |           |         |
| 2020                                     | En cours | Julien Claiser   |           |         |
| Les données manquantes sont à compléter. |          |                  |           |         |

## Démographie
L'évolution du nombre d'habitants est connue à travers les recensements de la population effectués dans la commune depuis 1793. Pour les communes de moins de 10 000 habitants, une enquête de recensement portant sur toute la population est réalisée tous les cinq ans, les populations de référence des années intermédiaires étant quant à elles estimées par interpolation ou extrapolation. Pour la commune, le premier recensement exhaustif entrant dans le cadre du nouveau dispositif a été réalisé en 2004.

En 2022, la commune comptait 223 habitants, en évolution de +1,36 % par rapport à 2016 (Moselle : +0,52 %, France hors Mayotte : +2,11 %).
| 1793 | 1800 | 1806 | 1836 | 1841 | 1861 | 1866 | 1871 | 1875 |
| ---- | ---- | ---- | ---- | ---- | ---- | ---- | ---- | ---- |
| 347  | 378  | 387  | 463  | 455  | 463  | 472  | 388  | 367  |

| 1880 | 1885 | 1890 | 1895 | 1900 | 1905 | 1910 | 1921 | 1926 |
| ---- | ---- | ---- | ---- | ---- | ---- | ---- | ---- | ---- |
| 349  | 335  | 325  | 312  | 295  | 307  | 296  | 259  | 249  |

| 1931 | 1936 | 1946 | 1954 | 1962 | 1968 | 1975 | 1982 | 1990 |
| ---- | ---- | ---- | ---- | ---- | ---- | ---- | ---- | ---- |
| 230  | 220  | 183  | 181  | 187  | 189  | 197  | 191  | 192  |

| 1999 | 2004 | 2006 | 2009 | 2014 | 2019 | 2022 | - | - |
| ---- | ---- | ---- | ---- | ---- | ---- | ---- | - | - |
| 189  | 172  | 164  | 218  | 219  | 222  | 223  | - | - |

## Culture locale et patrimoine

### Lieux et monuments
- Passage d'une voie romaine.

#### Édifices religieux

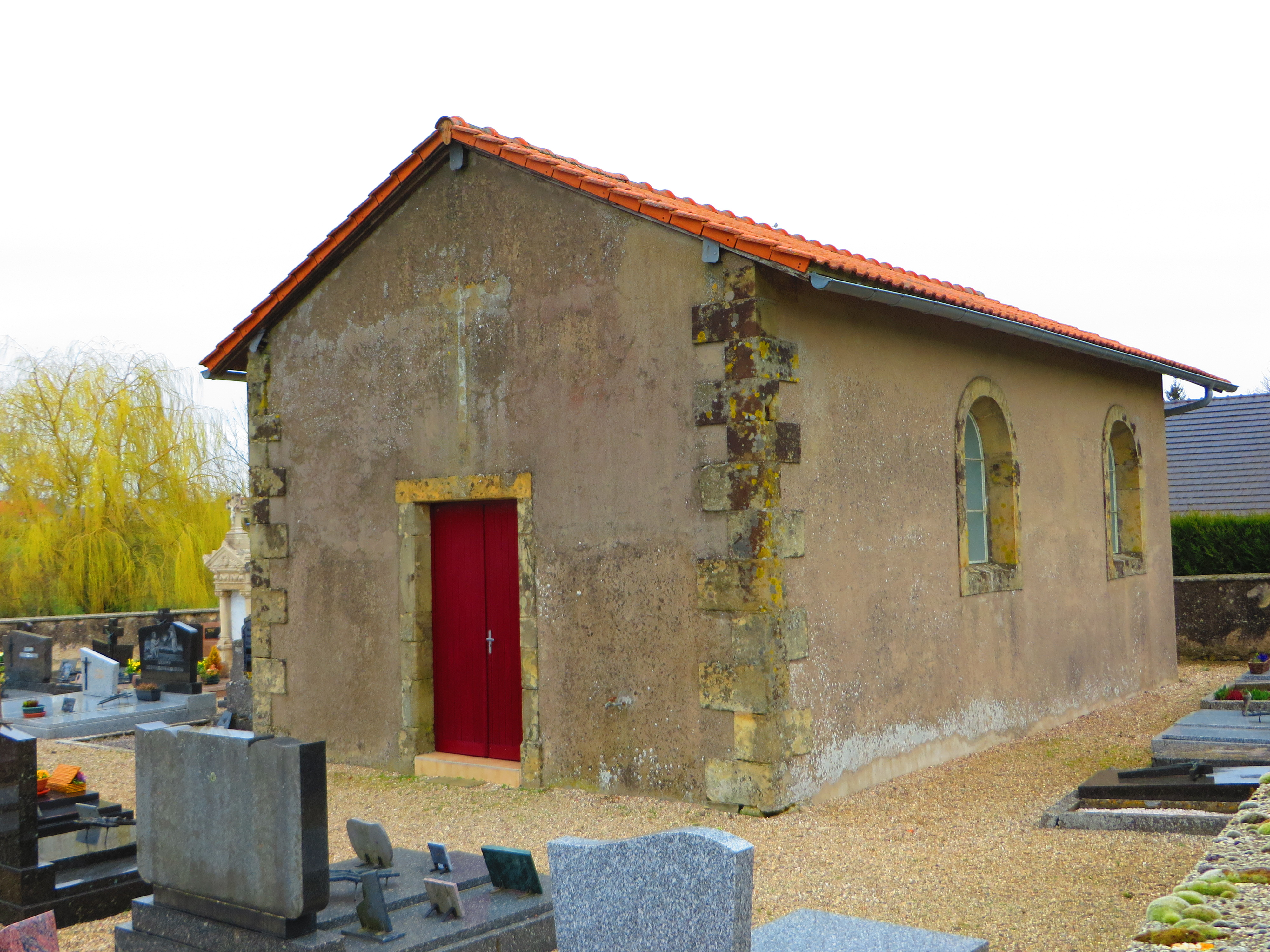
Chapelle de la Présentation au cimetière.

- Église Saint-Gengoulf néo-gothique 1855.
- Chapelle de la Présentation 1808 au cimetière.

### Héraldique
| Blason de Eincheville | Blason  | Mi-parti : au 1er d'or à la croix de gueules, au franc-quartier d'argent chargé d'un lion de sable armé et lampassé de gueules, couronné d'or, au 2e de gueules à deux saumons adossés d'argent accompagnés de quatre croisettes recroisetées au pied fiché de même. |
| Blason de Eincheville | Détails | Le statut officiel du blason reste à déterminer. |